# شب در بهشت (فیلم ۱۹۳۲)
شب در بهشت (آلمانی: Eine Nacht im Paradies) یک فیلم کمدی به کارگردانی کارل لاماچ محصول سال ۱۹۳۲ کشور آلمان است.

## بازیگران
- آنی اوندرا در نقش Monika Böhnicke
- هرمن تیمیخ در نقش Gerd Brenken
- Ralph Arthur Roberts در نقش Generaldirektor Walldorf
- گرته ناتزلر در نقش Seine Frau
- Oscar Sabo در نقش Böhnicke, Nachtportier
- مارگارت کاپر در نقش Seine Frau
- ارنا مورنا در نقش Inhaberin des Modesalons 'Marguerite'
- Henry Bender در نقش Direktor d. Wohnungskunst A.G.
- Lewis Ruth Band در نقش Orchester